# Лора Пойтрес
Лора Пойтрес ([ˈpɔɪtrəs]; нар. 2 лютого 1964) — американська режисерка та продюсерка документальних фільмів.
Пойтрес отримала численні нагороди за свою роботу, зокрема у 2015 році «Оскар» за найкращий документальний повнометражний фільм «Citizenfour» про Едварда Сноудена, а стрічку «Моя країна, моя країна» номінували в тій же категорії у 2007 році. У 2013 році вона отримала премію Джорджа Полка за репортажі про національну безпеку, пов'язані з викриттям масового стеження. Звіти АНБ Пойтрес, Гленна Грінвальда, Юена Мак-Аскілла та Бартона Геллмана сприяли присудженню Пулітцерівської премії за суспільну службу у 2014 році «Ґардіан» і «Вашингтон пост». У 2022 році її документальний фільм «Вся краса та кровопролиття», який розповідає про кар'єру Нен Голдін і крах сім'ї Саклерів, отримав «Золотога лева», ставши другим документальним фільмом, який отримав головний приз Венеційського кінофестивалю.
Вона є стипендіатом програми Мак-Давелла, стипендіатом Мак-Артура, творцем Field of Vision і одним із перших прихильників Freedom of the Press Foundation. У 2014 році Гарвардський фонд Німана нагородив її медаллю І. Ф. Стоуна за незалежну журналістику.
Пойтрес — одна із редакторок-засновниць онлайн-газети «Інтерсепт». 30 листопада 2020 року First Look Media звільнила Пойтрес нібито у зв'язку з суперечкою щодо Ріелеті Віннер.

## Раннє життя
Народилася в Бостоні, штат Массачусетс, Лора Пойтрес — середня донька Патрисії «Пет» і Джеймса «Джима» Пойтрес, які у 2007 році пожертвували 20 мільйонів доларів США, щоб заснувати Центр дослідження афективних розладів Poitras в Інституті дослідження мозку Мак-Говерна, що є частиною Массачусетського технологічного інституту. Її батьки мають будинок у Массачусетсі, але живуть переважно в Орландо, Флорида. Її сестри — Крістін Пойтрес, викладає англійську як другу мову, та Дженніфер Пойтрес, спеціаліст з планування та реагування на стихійні лиха.
Підростаючи, Лора планувала стати шеф-кухарем і кілька років працювала кухарем у французькому ресторані L'Espalier, розташованому в бостонському районі Бек-Бей. Однак після закінчення школи Садбері Веллі вона переїхала до Сан-Франциско та втратила бажання розвиватися у цьому напрямку. Замість цього вона навчалася в Інституті мистецтв Сан-Франциско з режисерами-експериментаторами Ерні Гером і Дженіс Крістал Ліпзін. У 1992 році Пойтрес переїхала до Нью-Йорка, щоб продовжити роботу в кіноіндустрії. У 1996 році закінчила Нову школу зі ступенем бакалавра у галузі зв'язків з громадськістю.

## Особисте життя
Лора Пойтрес є відкритою лесбійкою.

## Кар'єра
Пойтрес була співрежисером, продюсером і зняла документальний фільм «Війни прапорів» (2003) про джентрифікацію в Колумбусі, штат Огайо. Він отримав премію Пібоді як найкращий документальний фільм на кінофестивалі South by Southwest (SXSW) у 2003 році та на ЛГБТ-кінофестивалі у Сіетлі, а також нагороду як режисерка на фестивалі повнокадрового документального кіно. Фільм розпочав сезон 2003 року телесеріалу PBS «POV». Його номінували на премії «Незалежний дух» й «Еммі» у 2004 році. Серед інших ранніх робіт Пойтрес: «О, кажи, ти бачиш…» (2003) і «Точна фантазія» (1995).
Її фільм «Моя країна, моя країна» (2006) про життя іракців під американською окупацією номінували на премію «Оскар». Стрічка «Клятва» (2010) розповідає про двох єменських чоловіків, які потрапили в американську війну проти тероризму, отримала нагороду за визначні досягнення в кінематографії за документальний фільм США на кінофестивалі «Санденс» у 2010 році. Ці два фільми є частинами трилогії. Остання третя «Citizenfour» (2014) докладно розповідає про те, як війна проти тероризму все більше фокусується на американцях через стеження, таємну діяльність і напади на інформаторів.

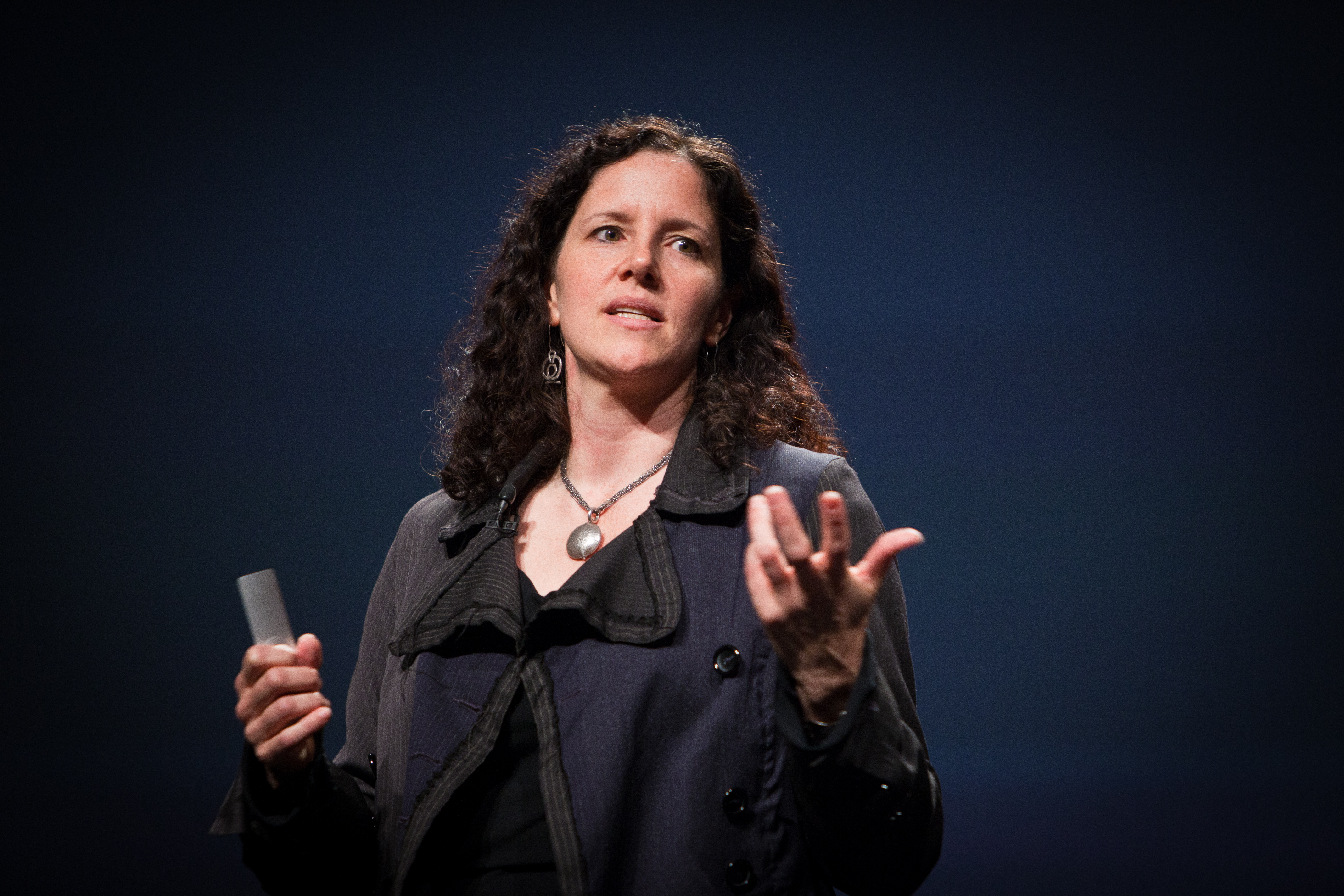
Пойтрес на PopTech 2010 у Камдені, штат Мен

22 серпня 2012 року на форумі короткометражних документальних фільмів, створених незалежними кінематографістами, «Нью-Йорк таймс» опублікувала «Op-doc» виробництва Пойтрес під назвою «Програма». Це була попередня робота, яку мали включити в документальний фільм, запланований до випуску як фінальної частини трилогії. Документальний фільм базувався на інтерв'ю з Вільямом Бінні, 32-річним ветераном Агентства національної безпеки, який став інформатором і описав деталі проєкту «Stellar Wind», у розробці якого він брав участь. Він заявив, що програма, над якою він працював, розробили для іноземного шпигунства, але у 2001 році її перетворили на шпигунство за громадянами США, що викликало занепокоєння у нього та інших через незаконність та неконституційність цих дій, і це призвело до їх розкриття.
«Програма» передбачала, що об'єкт, який будується в Блаффдейлі, штат Юта, є частиною внутрішнього стеження, призначений для зберігання величезних обсягів даних, зібраних із широкого спектра повідомлень, які можна легко отримати для розвідки без ордерів. Пойтрес повідомила, що 29 жовтня 2012 року Верховний суд США заслухає аргументи щодо конституційності поправок до Закону про нагляд за іноземною розвідкою, які використали для санкціонування створення таких об'єктів і виправдання таких дій.
У 2012 році Пойтрес брала активну участь у тримісячній експозиції бієнале Вітні сучасного американського мистецтва.

### Державне спостереження
Пойтрес перебувала під контролем уряду США, що, за її припущеннями, сталося через електронний переказ, який вона надіслала у 2006 році Ер-Ріяду аль-Адхаду, іракському лікарю та сунітському політичному кандидату, який був темою її документального фільму 2006 року «Моя країна, моя країна». Після завершення роботи над стрічкою, за словами Пойтрес: «Мене внесли до списку спостереження Міністерства національної безпеки», і служба безпеки аеропорту повідомила, що «мій „рейтинг загрози“ найвищий». Вона зазначила, що її роботі заважали постійні переслідування з боку прикордонних агентів під час більш ніж трьох десятків перетинів кордону США. Її тримали під вартою протягом кількох годин і допитували, а агенти забрали її комп'ютер, мобільний телефон і журналістські нотатки та не повертали тижнями. Одного разу їй погрожували відмовити у в'їзді у США. У відповідь на статтю Гленн Грінвальд на цю тему група кінорежисерів розпочала петицію в знак протесту проти дій уряду щодо неї. У квітні 2012 року Пойтрес дала інтерв'ю щодо стеження на «Демократія зараз!» і назвала поведінку певних лідерів «ганебною».

#### Позов 2015 року про переслідування з боку влади
У січні 2014 року Пойтрес подала запит відповідно до Закону про свободу інформації для з'ясування причин неодноразових обшуків, затримань і допитів. Не отримавши відповіді на запит, у липні 2015 року Пойтрес подала позов проти Міністерства юстиції та інших служб безпеки. Понад рік потому вона отримала понад 1000 сторінок матеріалів від федерального уряду. Документи вказують на те, що неодноразові затримання Пойтрес пов'язані з підозрою уряду США в тому, що вона завчасно знала про засідку на американських військових в Іраку у 2004 році, що Пойтрес заперечує.

### Розкриття глобального спостереження
У 2013 році Пойтрес стала однією з перших трьох журналісток, які зустрілися з Едвардом Сноуденом у Гонконзі та отримали копії документів АНБ. За словами Грінвальда, Пойтрес і журналіст Гленн Грінвальд єдині, хто володіє повними архівами оприлюднених Сноуденом документів АНБ.
Пойтрес допомогла створити статті, які викривали раніше таємну діяльність розвідки США, що принесло їй премію Полка у 2013 році та сприяло присудженню Пулітцерівської премії 2014 року за суспільну службу «Ґардіан» і «Вашингтон пост». Пізніше вона працювала з Джейкобом Апелбаумом та авторами, редакторами «Шпіґеля» для висвітлювання розкриття масового стеження, зокрема тих, які стосувалися діяльності АНБ у Німеччині. Пізніше вона розповіла у своєму документальному фільмі «Ризик» про нетривалі романтичні стосунки з Апелбаумом.
Вона зняла, змонтувала та продюсувала альтернативу Королівському різдвяному повідомленню королеви Єлизавети II у 2013 році на Channel 4, «Альтернативне різдвяне повідомлення» за участю Едварда Сноудена.
У жовтні 2013 року Пойтрес об'єдналася з репортерами Грінвальдом і Джеремі Скагіллом, щоб заснувати видавничу компанію з журналістських розслідувань онлайн, фінансовану мільярдером eBay П'єром Омідьяром, First Look Media. «Стурбованість Омідьяра щодо свободи преси в США та в усьому світі» породила ідею створення нового ЗМІ. Перша публікація цієї групи — цифровий журнал «Інтерсепт» вийшов 10 лютого 2014 року. Пойтрес залишила посаду редактора у вересні 2016 року, щоб зосередитися на проєкті First Look Media «Field of Vision», про нехудожні фільми.
21 березня 2014 року Пойтрес приєдналася до Грінвальда та Бартона Геллмана через Skype на конференції «Sources and Secrets Conference», щоб обговорити правові та професійні загрози для журналістів, які висвітлюють стеження з боку національної безпеки та історії інформаторів, як-от історія Едварда Сноудена. Пойтрес запитали, чи буде вона ризикувати в'їздом до США, і вона відповіла, що планує відвідати захід 11 квітня, попри юридичні чи професійні загрози з боку влади США. Пойтрес і Грінвальд безперешкодно повернулися до США, щоб отримати свої нагороди.
У травні 2014 року Пойтрес возз'єднався зі Сноуденом у Москві разом із Грінвальдом.
У вересні 2021 року Yahoo! News повідомляли, що у 2017 році, після публікації WikiLeaks файлів Vault 7, «вищі посадові особи розвідки лобіювали Білий дім», щоб назвати Пойтрес «інформаційним брокером», щоб дозволити використовувати більше засобів розслідування проти неї, «потенційно відкриваючи шлях» для її судового переслідування. Однак Білий дім цю ідею відхилив. Пойтрес сказала Yahoo! News, що такі спроби «моторошні та становлять загрозу для журналістів у всьому світі».

### Документальний фільм «1971»
«1971» — документальний фільм, знятий спільно з Пойтрас. Прем'єра стрічки про рейд ФБР у Медії, в штаті Пенсільванія у 1971 році відбулася на кінофестивалі «Трайбека» 18 квітня 2014 року.

### «Citizenfour» (2014)

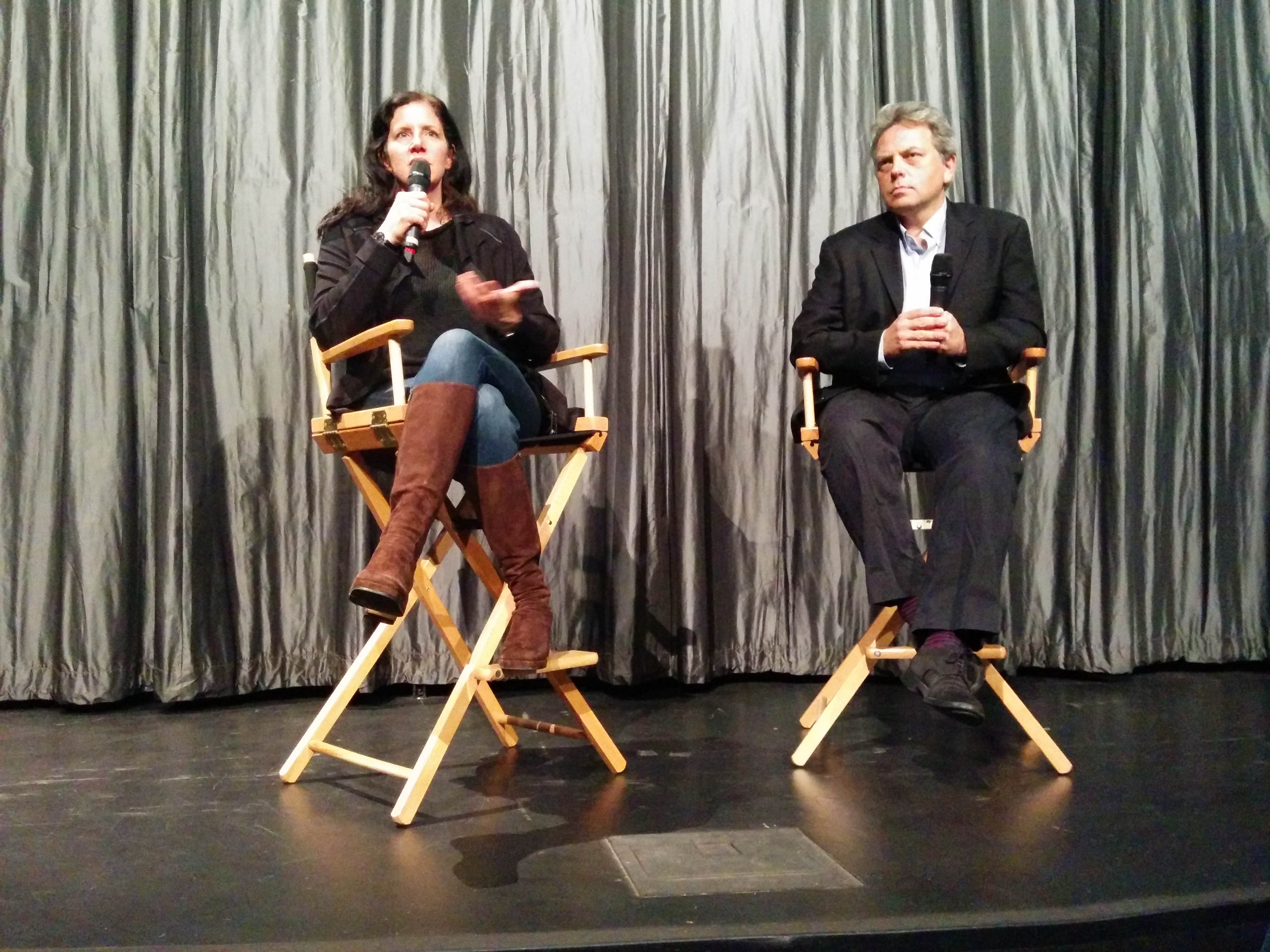
Пойтрес представляє свій фільм «гCitizenfour» у IFC Center, Нью-Йорку, у вечір прем'єри

«Citizenfour» — документальний фільм про Едварда Сноудена, прем'єра якого відбулася 10 жовтня 2014 року на Нью-Йоркському кінофестивалі. У 2014 році Пойтрес повідомила Ассошіейтед Прес, що вона монтувала фільм у Берліні, оскільки боялася конфіскації матеріалів урядом США. Керівник фільму Гарві Вайнштайн сказав, що «Citizenfour» змінив свою думку про Едварда Сноудена, описуючи документальний фільм як «один із найкращих фільмів, крапка».

В інтерв'ю «Вашингтон пост» про «Citizenfour» незадовго до виходу фільму Пойтрес сказала, що вважала себе оповідачем, але вирішила не показуватись на камеру:
«Я походжу з традиції кіновиробництва, коли камера — це мій об'єктив для вираження того, що я роблю. Подібно письменнику, який використовує свою мову, для мене саме образи розповідають історію… камера — мій інструмент для документування подій, тому я здебільшого залишаюся позаду неї».
У 2014 році стрічка отримала премію «Оскар» за найкращий повнометражний документальний фільм.
У біографічній драмі «Сноуден» (2016) режисера Олівера Стоуна з Джозефом Гордоном-Левіттом у ролі Сноудена, Пойтрес зіграла Мелісса Лео.

### «Астрономічний шум»
У лютому 2016 року персональна виставка Пойтрес «Астрономічний шум» відкрилася в Музеї американського мистецтва Вітні. Вона представляла іммерсивне середовище, яке включає документальні кадри, архітектурне посередництво, первинні документи та наративні структури, які запропонували відвідувачам взаємодіяти з матеріалом, зібраним Пойтрес, у надзвичайно інтимному і безпосередньому способом.

### «Ризик» (2016)
Пойтрес — авторка документального фільму «Ризик» про життя Джуліана Ассанжа. За повідомленням «Вараєті» у фільмі показано, що Ассанж «готовий поставити на карту все, ризикуючи ув'язненням і ще гірше, заради оприлюднення інформації, яку, на його думку, громадськість має право знати».
Пойтрес та інші назвали заяви Ассанжа про жінок «тривожними». У фільмі Ассанж стверджує, що він є жертвою змови радикальних феміністок через те, що його розшукує для допиту за звинуваченнями в сексуальному насильстві шведська влада. У фільмі він стверджує, що одна з жінок, про яку йдеться, потенційно мала альтернативну мотивацію, оскільки вона заснувала найбільший нічний лесбійський клуб Гетеборга. За словами Пойтрес, Ассанж не схвалював фільм, оскільки він містив сцени, які показують його «тривожні стосунки з жінками».
У травні 2017 року четверо юристів WikiLeaks публічно написали статтю для «Ньюсвік», в якій стверджували, що фільм служить підривом репутації WikiLeaks у той час, коли адміністрація Трампа оголосила про намір переслідувати журналістів, редакторів і партнерів WikiLeaks. Юристи також ретельно вивчали те, як Пойтрес змінила фільм після його прем'єри у 2016 році, а також інші критичні аспекти.

### «Вся краса та кровопролиття» (2022)
«Вся краса та кровопролиття» — документальний фільм 2022 року, який розповідає про життя та кар'єру фотографа та активістки Нен Голдін та її спроби притягнути компанію Purdue Pharma, що належила сім'ї Саклер, до відповідальності за епідемію опіоїдів. Голдін, відомий фотограф, чиї роботи часто документували субкультури ЛГБТ і кризу ВІЛ/СНІДу, заснувала правозахисну групу PAIN (Prescription Addiction Intervention Now) у 2017 році після її власної залежності від оксикодону. PAIN спеціально націлена на музеї та інші мистецькі установи, щоб притягнути мистецьку спільноту до відповідальності за співпрацю з родиною Саклерів і її фінансову підтримку мистецтва, яка широко висвітлювалася. Режисером фільму стала Пойтрес. Вона сказала: «Мистецтво та бачення Нен роками надихали мене на роботу та вплинули на покоління режисерів». Прем'єра фільму відбулася 3 вересня 2022 року на 79-му Венеційському міжнародному кінофестивалі, де він отримав «Золотого лева», він став другим документальним фільмом (після Sacro GRA у 2013 році), який отримав головний приз у Венеції Його також покажуть на Нью-Йоркському кінофестивалі 2022, де він стане головним фільмом фестивалю, а офіційний постер розробить Голдін. Дистриб'ютор фільму Neon повідомив, що кінотеатральний прокат збігається з ретроспективою робіт Голдіна в Музеї сучасного мистецтва, відкриття якої заплановано на 29 жовтня 2022 року.

## Вибрані нагороди та відзнаки
- 2008: Нагорода Creative Capital в галузі рухомих зображень[75]
- 2010: Нагорода True Vision, True/False Film Festival, Колумбія, Міссурі[76]
- 2010: Премія Anonymous Was A Woman[77]
- 2012: Стипендія Мак-Артура[78][79]
- 2013: Піонерська нагорода Electronic Frontier Foundation (разом з трьома іншими)[80]
- 2013: Премія Джорджа Полка за репортажі про національну безпеку (разом з Гленном Грінвальдом і Юеном Мак-Аскіллом)[9]
- 2014: Премія Райденгоура за розповідь правди (разом з Едвардом Сноуденом)[81]
- 2014: Пулітцерівська премія за суспільну службу (присуджена «Вашингтон пост» і «Ґардіан» за репортажі АНБ, над якими вона працювала разом з Бартоном Геллманом, Гленном Грінвальдом і Юеном Мак-Аскіллом)[82][83]
- 2014: Премія Джеральда Леба для великих газет (присуджена «Вашингтон пост» за п'ять статей про АНБ)[84]
- 2015: Премія «Оскар» за найкращий повнометражний документальний фільм («Citizenfour»)[63]
- 2015: Німецька кінопремія за найкращий документальний фільм («Citizenfour»)[85]
- 2022: Золотий лев, Венеційський кінофестиваль («Вся краса та кровопролиття»)[86]

## Часткова фільмографія
| - «Точна фантазія» (1995) - «Війна прапорів» (2003) - «О, кажи, ти бачиш…» (2003) - «Моя країна, моя країна» (2006) - «Клятва» (2010) - «Citizenfour» (2014) - «Ризик» (2016) - «Рік вічної бурі» (2021) - «Зараження терором» (2021) - «Вся краса та кровопролиття» (2022) |